# Ântimo VI de Constantinopla
Ântimo VI de Constantinopla (em grego: Άνθιμος ΣΤ΄; 1782 – 7 de dezembro de 1878), nascido Ioannidis Koutalianos, foi patriarca ecumênico de Constantinopla três vezes, entre 1845 e 1848, entre 1853 e 1855 e entre 1871 e 1873.

## História
Ântimo VI nasceu na ilha de Kutali (Ekinlik), no mar Egeu. Primeiro foi monge no Mosteiro de Esphigmenou em Monte Atos, e expandiu o katholikón do mosteiro, acrescentando duas capelas um vestíbulo e uma varanda. Ali permaneceu até 1829, quando foi eleito bispo metropolitano de Serres. Em 1833, assumiu Prusa, onde ficou até ser eleito metropolitano de Éfeso em 1837. Finalmente, foi eleito para o trono patriarcal em 4 de fevereiro de 1845, uma semana após a morte do patriarca Melécio III. Em 18 de outubro de 1848, Ântimo VI renunciou. Depois da morte de Germano IV, em 1853, Ântimo VI acabou reeleito e reassumiu o trono, mas renunciou novamente em 21 de setembro de 1855. Já bastante idoso, Ântimo VI foi re-eleito em 5 de setembro de 1871 e, mais uma vez, renunciou pela última vez em 30 de setembro de 1873. 
Durante seu primeiro patriarcado, foi publicada uma regra para as escolas do Patriarcado, o uso de tetrafonia na música eclesiástica foi condenado por uma encíclica, uma ordem canônica contra o ordenamento de clérigos casados ao episcopado e finalmente foi confirmada a tese de Constantino Oikonomou. Em 1848, Ântimo, juntamente com o patriarca de Alexandria, o patriarca de Antioquia e o patriarca de Jerusalém, escreveu a chamada "Encíclica dos Patriarcas", uma carta ao mundo ortodoxo que criticava as ambições papais de exercer sua autoridade sobre toda a Igreja Católica universal. A posição papal foi promulgada na carta "Suprema Petri Apostoli Sede" ("Sobre o Trono Supremo do Apóstolo Pedro") de 6 de janeiro de 1848 pelo papa Pio IX, que abriu a possibilidade de uma reunião da Igreja Ortodoxa com Roma.
Em seu último mandato, Ântimo teve que enfrentar uma mudança política no Império Otomano depois que os súditos búlgaros do sultão tentaram uma separação dos territórios e dos povos búlgaros da "nação" cristã no interior do Império sob o controle do patriarca ecumênico. Entre os temas de conflito, estavam as regras que impediam o uso do eslavônico eclesiástico nas paróquias búlgaras. Em 1879, o sultão emitiu um firman ("decreto") determinando que os búlgaros seriam governados por um exarca búlgaro residente em Istambul, o que criou uma violação do direito canônico para o Patriarcado ao estabelecer duas organizações eclesiásticas distintas num mesmo território. Para enfrentar a situação, Ântimo convocou o Concílio de Constantinopla de 1872, com a participação dos patriarcas de Alexandria e Jerusalém. O concílio condenou este princípio nacional ou étnico na organização da Igreja, uma doutrina conhecida como filetismo, e considerou o Exarcado da Bulgária como cismático, o que esfriou levou ao rompimento com a Igreja Ortodoxa Sérvia e ao esfriamento das relações com a Igreja Ortodoxa Grega. Além disto, ele também criou uma comissão para resolver o conflito entre gregos e armênios sobre a questão da caverna de Belém. Finalmente, a metrópole de Pogoniani, extinta por Joaquim II, foi reinstituída.
Ântimo VI morreu em Kandilli, no Bósforo, em 7 de dezembro de 1878.